# Сморчок съедобный
Сморчо́к съедо́бный (лат. Morchella esculenta) — съедобный гриб рода Сморчки семейства Сморчковые.

## Таксономия
Впервые описан Линнеем (Species Plantarum, 1753, стр. 1178), как Phallus esculentus (phallus pileo ovato, stipite nudo rugoso, «фаллус с яйцевидной шляпкой, ножкой голой и морщинистой»). Название Morchella esculenta дано Персоном (Persoon, Synopsis methodica fungorum, 1794/1801, стр. 618).
Научные синонимы:
- Phallus esculentus L., 1753 basionym
- Helvella esculenta (L.) Sowerby, 1797
- Morellus esculentus (L.) Eaton, 1818
- Morchella rotunda var. esculenta (L.) Jacquet., 1985

Русские синонимы:
- Сморчок настоя́щий

## Описание
Плодовое тело (апотеций) сморчка съедобного крупное, мясистое, внутри полое, из-за чего гриб очень лёгок по весу, высотой 6—15 (до 20) см. Состоит из «ножки» и «шляпки». Сморчок съедобный считается одним из самых крупных грибов семейства сморчковых.
Шляпка гриба, как правило, имеет яйцевидную или яйцевидно-округлую форму, реже приплюснуто-шаровидная или шаровидная; тупоконечная; по краю плотно прирастает к ножке. Высота шляпки — 3—7 см, диаметр — 3—6 (до 8) см. Окраска шляпки сильно изменчива: от охристо-жёлтой и серой до коричневой; с возрастом и при высушивании становится темнее. Поскольку по цвету шляпка близка к цвету опавших листьев, гриб малозаметен в опаде. Поверхность шляпки очень неровная, сморщенная, состоящая из глубоких ямок-ячеек разной величины, выстланных гимением. Форма ячеек неправильная, но ближе к округлой; их разделяют узкие (1 мм толщиной), извилистые складки-рёбра, продольные и поперечные, окрашенные светлее, чем ячейки. Ячейки отдалённо напоминают пчелиные соты, отсюда одно из английских названий сморчка съедобного — honeycomb morel.
Ножка цилиндрическая, слегка утолщённая у основания, внутри полая (составляет единую полость со шляпкой), ломкая, длиной 3—7 (до 9) см и толщиной 1,5—3 см. У молодых грибов ножка беловатая, но с возрастом темнеет, становясь желтоватой или кремовой. У полностью созревшего гриба ножка буроватая, мучнистая или слегка покрытая хлопьями, часто имеет продольные борозды у основания.
Мякоть плодового тела светлая (беловатая, беловато-кремовая или желтовато-охряная), восковидная, очень тонкая, хрупкая и нежная, легко крошится. Вкус мякоти приятный; отчётливого запаха нет.
Споровый порошок желтоватый, светло-охристый. Споры эллипсоидные, гладкие, реже зернистые, бесцветные, размером (19—22)×(11—15) мкм, развиваются в плодовых сумках (асках), образующих сплошной слой на наружной поверхности шляпки. Аски цилиндрические, размером 330×20 мкм.

## Экология и распространение
Сморчок съедобный распространён по всей умеренной зоне Северного полушария — в Евразии вплоть до Японии и в Северной Америке, а также в Австралии и на Тасмании. Встречается одиночно, реже группами; довольно редок, хотя и наиболее распространён среди сморчковых грибов. Произрастает в хорошо освещенных местах на плодородной, богатой известью почве — от низменностей и пойм рек до склонов гор: в светлых лиственных (берёзовых, ивовых, тополиных, ольховых, дубовых, ясеневых и вязовых), а также в смешанных и хвойных лесах, в парках и яблоневых садах; обычен в травянистых, защищённых местах (на лужайках и лесных опушках, под кустами, на просеках и вырубках, около упавших деревьев, вдоль канав и по берегам ручьев). Может расти на песчаных участках, возле свалок и на местах старых гарей. На юге России встречается в огородах, палисадниках и на газонах.
В Западной Европе гриб встречается с середины апреля до конца мая, в особо тёплые годы — с марта. В России гриб обычно появляется не раньше начала мая, но может встречаться вплоть до середины июня, изредка, в длинную тёплую осень, — даже в начале октября.

## Сходные виды
Сморчок съедобный нельзя спутать с каким-либо ядовитым грибом. От родственных видов сморчок конический и сморчок высокий его отличает округлая форма шляпки, форма, размер и расположение ячеек. Очень похож на него сморчок круглый (Morchella rotunda), который, однако, часто рассматривают как одну из форм сморчка съедобного.

## Употребление
Съедобный гриб третьей категории. Пригоден в пищу после отваривания в кипящей подсолёной воде в течение 10—15 минут (отвар сливается), либо после сушки без отваривания.

## Другое
В 1984 г. сморчок съедобный был в законодательном порядке объявлен официальным грибом штата Миннесота.